# اچ‌ام‌اس اچ۳۴
اچ‌ام‌اس اچ۳۴ (به انگلیسی: HMS H34) یک زیردریایی بود که طول آن ۱۷۱ فوت ۰ اینچ (۵۲٫۱۲ متر) بود. این زیردریایی در سال ۱۹۱۸ ساخته شد.